# Lady Sovereign
Lady Sovereign, (Wembley, 19 december 1985) is een Engelse rapster.

## Biografie
Lady Sovereign (echte naam Louise Amanda Harman) groeide op in het noordwesten van Londen, bij haar vader Aden Harman en moeder Lynette Parsons, die ooit het album Salt 'n Pepa uitbracht. Dat was de inspiratiebron voor Lady Sovereign, die vanaf haar 14e teksten begon te schrijven. Op haar 16e verliet ze school en ging ze werken aan een film over MC's. Ze overtuigde de makers om een soundtrack uit te brengen, en door die sample geraakte ze verzeild in "The Battle"; een rap-wedstrijd tussen een man en een vrouw.

## Persoonlijk leven
Hoewel er vaak gespeculeerd werd over de geaardheid van Lady Sovereign, wilde ze er aanvankelijk niets over loslaten. Nadat de discussie weer was opgelaaid naar aanleiding van een gesprek dat ze had met Nicola Tappenden in Celebrity Big Brother, besloot ze tijdens een interview in mei 2010 met het blad Diva uit de kast te komen als lesbienne.

## Discografie

### Albums
Public Warning (2006)
- 1. 9 to 5
- 2. Gatheration
- 3. Random
- 4. Public Warning
- 5. Love Me Or Hate Me (Fuck You)
- 6. My England
- 7. Tango
- 8. A Little Bit Of Shhh
- 9. Hoodie
- 10. Those Were the Days
- 11. Blah Blah
- 12. Fiddle with the Volume
- 13. Love Me Or Hate Me [Remix] (ft. Missy Elliott)

Jigsaw (2009)
- 1. Let’s Be Mates
- 2. So Human
- 3. Jigsaw
- 4. Bang Bang
- 5. I Got You Dancing!
- 6. Pennies
- 7. Guitar
- 8. Student Union
- 9. Food Play
- 10. I Got the Goods

### Ep's
- Vertically Challenged (2005)
- Blah Blah (2006)

## Controversies
Studio B:
In deze studio, gelegen te Brooklyn in New York, vertelde ze voor het verlaten van het podium dat ze met ernstige geldproblemen kampte en op het randje van een depressie zat. Later heeft ze dit recht gezet door te zeggen: 'Het was gewoon een slechte dag'.
Brisbane: In september 2009, terwijl ze in Brisbane, Australië was voor het Parklife Festival, werd Lady Sovereign gearresteerd wegens mishandeling, dronkenschap en wanordelijk gedrag nadat ze een uitsmijter in een nachtclub had bespuugd. Ze was pas net zeven uur in het land toen het voorval plaatsvond. Ze werd veroordeeld tot het betalen van een boete van $ 400,- AUD en $ 200,- ter compensatie aan de uitsmijter.